# Pomnik Pála Telekiego w Krakowie

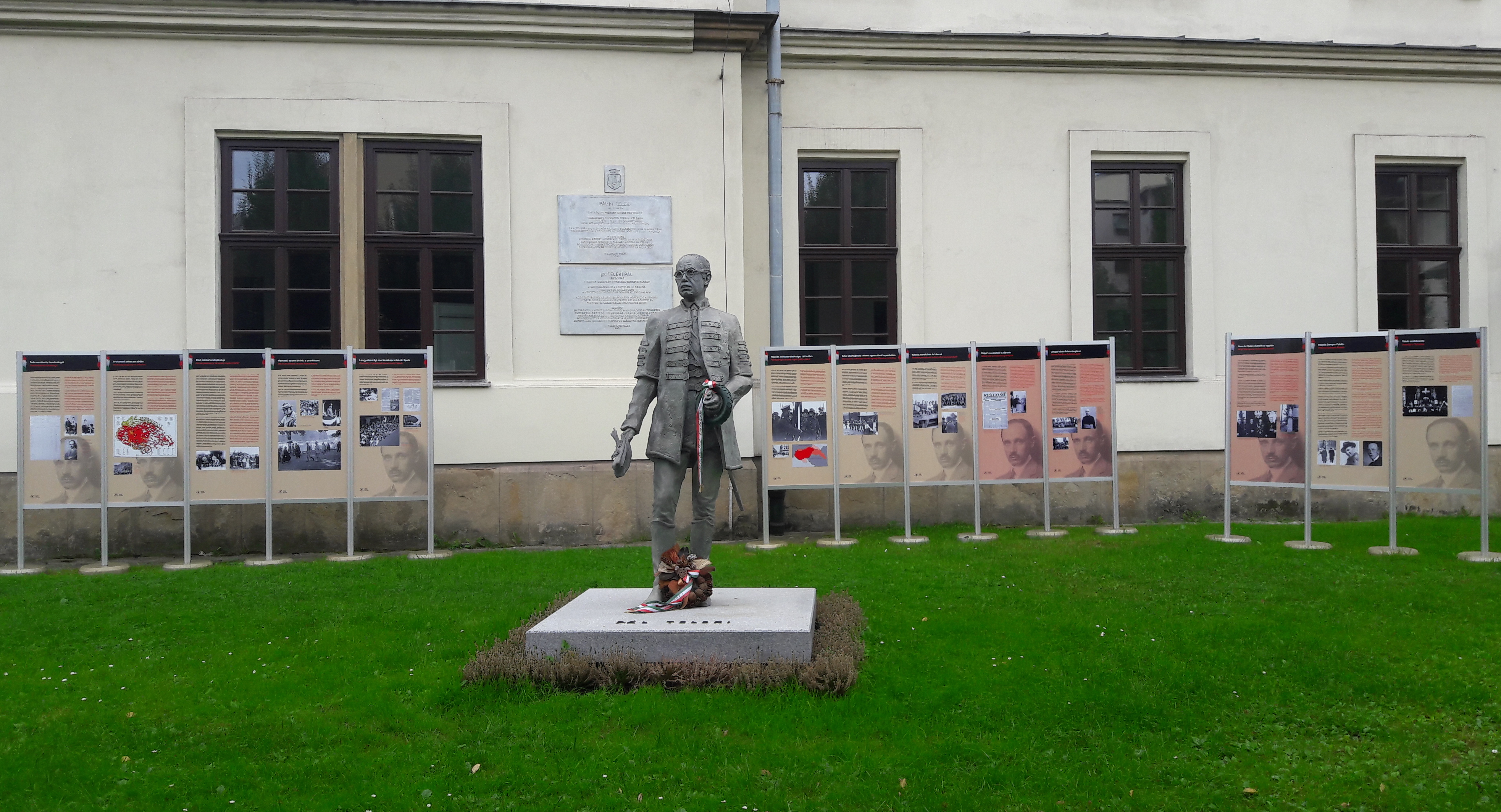
Pomnik Telekiego i poświęcona mu wystawa panelowa

Pomnik Pála Telekiego – pomnik znajdujący się w Krakowie przy ul. Rajskiej 1, na terenie Wojewódzkiej Biblioteki Publicznej, dłuta Stefana Dousy, uroczyście odsłonięty 14 sierpnia 2021 roku.
Pál Teleki przedstawiony został w szamerowanym dolmanie – węgierskim stroju narodowym.

## Historia
Pál Teleki, dwukrotny premier Węgier (1920-1921 i 1939-1941), hrabia Szék, przyjaciel Polaków, gościł w Krakowie co najmniej raz, w 1935 roku, z delegacją skautów węgierskich. Wwiózł wówczas taczkę ziemi na powstający Kopiec Piłsudskiego.
O postawienie pomnika zabiegał Komitet Społeczny Budowy Pomnika Pála Telekiego. Posąg wyrzeźbił Stefan Dousa. Ustawiono go za gmachem Wojewódzkiej Biblioteki Publicznej przy ul. Rajskiej 4 listopada 2020 roku. Uroczyste odsłonięcie nastąpiło dopiero 14 sierpnia 2021, w 80. rocznicę śmierci polityka. Pomnik odsłonili: Renata Groyecka (wiceprezes komitetu społecznego), Jan Duda (przewodniczący Sejmiku Województwa Małopolskiego),  Witold Kozłowski (marszałek małopolski), prof. Tomasz Gąsowski (przewodniczący komitetu honorowego) i Piotr Ossowski, syn Andrzeja Ossowskiego, zmarłego prezesa komitetu społecznego. Odsłonięciu towarzyszył występ Orkiestry Reprezentacyjnej Straży Granicznej w Nowym Sączu. W zorganizowanym z tej okazji panelu „Pál Teleki i relacje polsko-węgierskie w XX wieku” udział wzięli: prof. Tomasz Gąsowski, dr hab. Tadeusz Kopyś, dr Wojciech Frazik oraz dr Marcin Chorązki.